# بلدية المفرق الكبرى
بلدية المفرق الكبرى، الواقعة في شمال شرق الأردن بمحافظة المفرق، تُعد من البلديات المهمة لموقعها الاستراتيجي قرب الحدود مع سوريا والعراق. تشرف على تقديم الخدمات الأساسية لأكثر من 100 ألف نسمة، كالبنية التحتية وإدارة النفايات، مع التركيز على التنمية المستدامة من خلال مشاريع تنموية بالتعاون مع منظمات محلية ودولية. تواجه البلدية تحديات كبيرة نتيجة الكثافة السكانية ووجود أعداد كبيرة من اللاجئين السوريين، لكنها تسعى باستمرار لتحسين الخدمات وتعزيز التكامل الاجتماعي، مما يجعلها نموذجًا للتوازن بين التاريخ والتحديات الحديثة.

## التأسيس
عام 1944، قرر مجلس الوزراء إنشاء بلدية في المفرق استجابةً لمطالب أهالي المنطقة ومتصرف لواء عجلون ووزير الداخلية. باشر أول مجلس بلدي أعماله في بداية العام التالي، حيث عُيِّن علي باشا عابديه رئيسًا، ومحمد الأوجلي نائبًا للرئيس، إلى جانب أعضاء هم: يوسف لطفي، عيسى المنصور، محمد سليم عيسى، وعلي أبو رمان. بدأت البلدية بمقر مستأجر من ميرزا باشا بأجرة شهرية قدرها خمسة جنيهات فلسطينية، وكان يتكون من غرفتين ومنافع من اللبن الترابي، ويقع على أطراف البلدة الشرقية. لاحقًا، اشترت البلدية المقر المستأجر مع الأرض المقام عليها بمساحة 935 مترًا مربعًا مقابل 825 جنيهًا. كما استأجرت مستودعًا للمؤن بأجرة شهرية ليرة ونصف، واشترت قطعة أرض بمساحة 625 مترًا مربعًا في حي الوسط من عيسى خليل بطرس لبناء دائرة البلدية مقابل 185 جنيهًا، ثم أقامت عليها مقرًا جديدًا للبلدية. خلال السنوات السبع الأولى، شهدت البلدية تطورات تنظيمية وإدارية ملحوظة.

## المناطق
المفرق, ام النعام الشرقية, ايدون بني حسن, ثغرة الجب, تجمعات سكانية ( ام النعام الغربية, الغدير الابيض)

## رؤساء البلدية[2]
- أحمد عبدة الرحال من 1951 - 1956
- محمد سلامة الحسبان من 1956 - 1972
- نايف رزق أبو سماقة من 1972 - 1973
- حسن المومني من 1973 - 1975
- عبد الله بصبوص من 1975 - 1978
- عطا الله الشبيل من 1978 - 978
- محمود خالد عليمات من 1978 - 1986
- عبد الله علي بصبوص من 1986 - 1994
- قاسم بني هاني من 1994 - 1995
- عطا الله محمد الحسبان من 1995 - 1999
- نضال الدغمي من 11/9/2001 - 2003
- يحيى الخلايلة من 2003 - 2005
- ضيف الله الدغمي من 2005 - 2006
- محمود جراد النعيمات من 2006 - 2006
- خالد عوض الله ابوزيد من 2006 - 2007
- نواف الجمال من 2007 - 2007
- عبدالله راشد العرقان من 2007 - 2011
- محمد عويدات من 2012 - 2011
- نايف مشاقبة من 2012 - 2013
- احمد غصاب الحوامدة من 2013 - 2017
- غسان الكايد من 2017 - 2017
- احمد العجلوني من 2017 - 2018
- عامر نايل الدغمي من 2018 - 2021
- ناصرالدين عبدالله اخورشيدة الخزاعلة من 2022 - الان

### اعضاء المجلس البلدي 2022
| الاسم                 | الصفة الوظيفية               |
| --------------------- | ---------------------------- |
| ناصر اخو رشيدة        | رئيس البلدية                 |
| عالية نايف عرابي      | منطقة المفرق                 |
| رحال عوض سهاونة       | منطقة المفرق                 |
| حسن محمد ابو عليوي    | منطقة المفرق                 |
| احمد رزق المشاقبة     | منطقة المفرق                 |
| حسين محمد المشاقبة    | منطقة المفرق                 |
| مفلح ناصر العرقان     | منطقة ام النعام الشرقية      |
| خالد قبلان الحراحشة   | منطقة ايدون بني حسن          |
| حمد قاسم البدارين     | منطقة ثغرة الجب              |
| صالح عواد الجرايدة    | ام النعام الغربية            |
| موسى عليمات           | الغدير الابيض                |
| دلال محمد البدارين    | منطقة الثغرة الجب كوتا       |
| عائشة سليمان الجرايدة | منطقة ام النعام الغربية كوتا |
| عائشة علي ابو عليم    | منطقة الغدير الابيض كوتا     |